# Коронінь
Коронінь, Короніні (рум. Coronini) — село у повіті Караш-Северін в Румунії. Входить до складу комуни Коронінь.
Село розташоване на відстані 350 км на захід від Бухареста, 70 км на південь від Решиці, 125 км на південь від Тімішоари.

## Населення
За даними перепису населення 2002 року у селі проживали 1359 осіб.
Національний склад населення села:
| Національність | Кількість осіб | Відсоток |
| -------------- | -------------- | -------- |
| румуни         | 1343           | 98,8%    |
| чехи           | 8              | 0,6%     |
| серби          | 6              | 0,4%     |

Рідною мовою назвали:
| Мова      | Кількість осіб | Відсоток |
| --------- | -------------- | -------- |
| румунська | 1341           | 98,7%    |
| чеська    | 8              | 0,6%     |
| сербська  | 6              | 0,4%     |